# Euploea floresiana
Euploea floresiana är en fjärilsart som beskrevs av Van Eecke 1933. Euploea floresiana ingår i släktet Euploea och familjen praktfjärilar. Inga underarter finns listade i Catalogue of Life.